# Sitio del Kerak
El sitio del Kerak fue un bloqueo armado ocurrido en año 1183, cuando las tropas del sultán ayubí Saladino, dirigidas por el propio monarca, pusieron bajo cerco el castillo del Kerak, regentado por Reinaldo de Châtillon, vasallo del Reino de Jerusalén. El asedio fue levantado cuando acudió un ejército hierosolimitano en socorro de la plaza al mando del rey Balduino IV.

## Antecedentes
La fortaleza del Kerak, situada a 124 kilómetros al sur de Amán, pertenecía a Reinaldo de Châtillon, señor de Transjordania, y había sido construida en 1142 por Payen el Mayordomo, señor de Montreal.
Si bien era vasallo del rey Balduino IV, Reinaldo gozaba de una gran independencia que le permitía establecer por su cuenta treguas con los estados musulmanes de Tierra Santa, que no dudaba en romper periódicamente. El colmo llegó en 1183, cuando después de tomar Eilat armó una flota en el mar Rojo que dedicó a hostigar a los convoyes de comerciantes y amenazar la ciudad más sagrada del islam, La Meca. Saladino, líder de la fe islámica, no podía tolerar aquello, de modo que movilizó su ejército contra la base de Reinaldo, el Kerak.

## El asedio
Desde hacía años los musulmanes habían tratado de hacerse con el castillo del Kerak, pero nunca habían logrado atravesar sus defensas. Saladino estaba decidido a conseguirlo, así que dispuso que nueve catapultas bombardearan las murallas, tras las que se habían refugiado los habitantes de la ciudad.
Mientras un intenso ataque de catapultas azotaba las murallas, en su interior tenía lugar una boda real. Hunfredo IV de Torón, hijastro y heredero de Reinaldo, tomó la mano de Isabel de Jerusalén, hermanastra del anterior. Respetando la ceremonia matrimonial, Saladino dio instrucciones a sus soldados de que evitaran disparar sobre la torre donde se casaba joven pareja, pero dejando continuar la presión sobre el castillo. Algunos mensajeros lograron burlar el asedio y avisaron del ataque musulmán al rey Balduino IV de Jerusalén.
El rey inmediatamente marchó con una fuerza de socorro, acompañado por su regente, Raimundo III de Trípoli. Los cristianos llegaron mientras que las fuerzas de Saladino continuaban luchando contra las pesadas fortificaciones. A sabiendas de que carecían de tropas para una batalla, y que corrían el riesgo de ser aplastados entre el ejército real y los muros del Kerak, huyó.

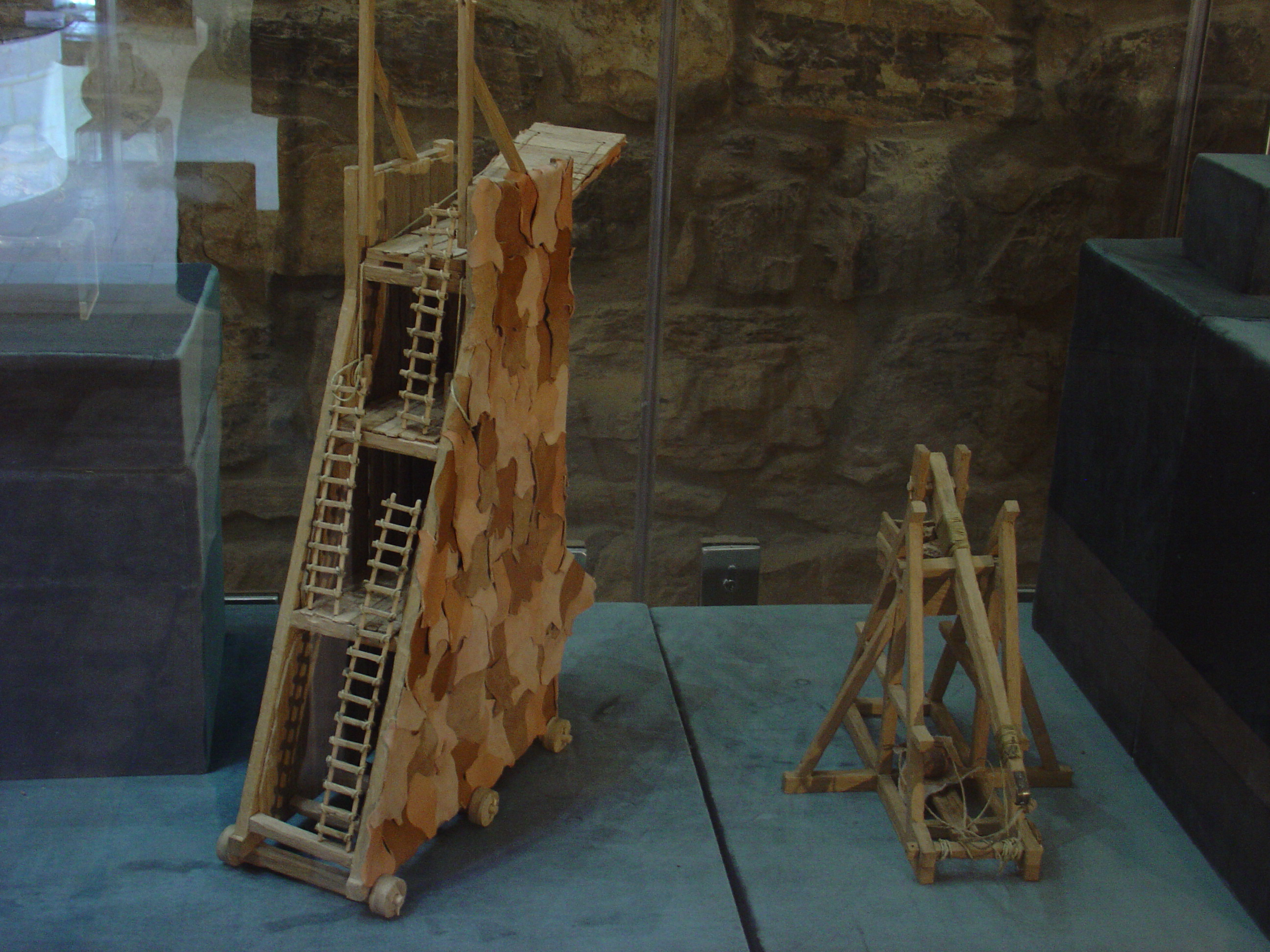
Maquetas de las armas de asedio empleadas durante el sitio del Kerak. Museo del Castillo del Kerak.

El rey de Jerusalén había conseguido derrotar de nuevo a sus enemigos a pesar de estar afligido por la lepra. Si bien la suerte de los cruzados estaba ligada a la vida de su rey enfermo, esta fue una decisiva demostración de fuerza.

## Consecuencias
Saladino volvió a ser rechazado al volver a avanzar contra el Kerak al año siguiente, en 1184. Tras la batalla de los Cuernos de Hattin, toda Palestina cayó en sus manos, pudiendo dirigir de nuevo su atención al inexpugnable Kerak, que se terminaría rindiendo por hambre en 1190.
La película Kingdom of Heaven ofrece una imagen ficticia del asedio, en la que los caballeros de Balián de Ibelín se enfrentan a la vanguardia del ejército ayubí para dar tiempo a que los ciudadanos indefensos se refugien en el castillo de Reinaldo.